# Kostel svatého Václava (Radošov)
Kostel svatého Václava v Radošově je římskokatolický filiální kostel v ostrovské farnosti v okrese Karlovy Vary. Od roku 2011 je chráněn jako kulturní památka České republiky.

## Historie
První písemná zmínka o radošovském kostelu pochází z roku 1352. V době okolo roku 1768 byl zchátralý kostel přestavěn v pozdně barokním slohu, ale věž ve vstupním průčelí přibyla až roku 1858. Nahradila malou zvonici, která bývala nad presbytářem. Přestože byl kostel v sedmdesátých letech dvacátého století opraven, začal znovu chátrat a poškozený ho římskokatolická církev okolo roku 2008 převedla do majetku občanského sdružení Radošovský most.

## Stavební podoba
Jednolodní kostel má obdélný půdorys, na který navazuje trojboce uzavřený, uvnitř však pravoúhlý, presbytář, k jehož jihozápadní straně je přiložena sakristie. Fasády jsou členěné vpadlými rámci v omítce. Jednotlivá patra věže jsou zdůrazněna profilovanými římsami a zdobena pilastry a lizénovými rámci. Interiér prvního patra osvětluje kruhové okno, zatímco ve zvonovém patře jsou všechna okna polokruhová a mají dřevěné žaluzie.
Loď má plochý rákosový strop se štukovým zrcadlem s architektonickým a ornamentálním dekorem. Stěny jsou členěné jónskými pilastry. Nad vstupní částí se nachází kruchta s vypnutým středem. V presbytáři je placková klenba nesená koutovými polopilíři.

## Vybavení
Zařízení z první poloviny osmnáctého století bylo obnoveno v devatenáctém století. Dominantou je portálový oltář se sochou svatého Václava. Doplňují ho boční oltáře svatého Josefa a Panny Marie s novodobými obrazy. Varhany od Martina Zause umístěné na kruchtě pochází z roku 1902.